# Przygodzice (gromada)
Przygodzice – dawna gromada, czyli najmniejsza jednostka podziału terytorialnego Polskiej Rzeczypospolitej Ludowej w latach 1954–1972.
Gromady, z gromadzkimi radami narodowymi (GRN) jako organami władzy najniższego stopnia na wsi, funkcjonowały od reformy reorganizującej administrację wiejską przeprowadzonej jesienią 1954 do momentu ich zniesienia z dniem 1 stycznia 1973, tym samym wypierając organizację gminną w latach 1954–1972.
Gromadę Przygodzice z siedzibą GRN w Przygodzicach utworzono – jako jedną z 8759 gromad na obszarze Polski – w powiecie ostrowskim w woj. poznańskim, na mocy uchwały nr 32/54 WRN w Poznaniu z dnia 5 października 1954. W skład jednostki weszły obszary dotychczasowych gromad Przygodzice i Antonin ze zniesionej gminy Przygodzice w tymże powiecie. Dla gromady ustalono 13 członków gromadzkiej rady narodowej.
1 stycznia 1960 do gromady Przygodzice włączono obszar zniesionej gromady Topola Wielka w tymże powiecie.
4 lipca 1968 do gromady Przygodzice włączono miejscowości Smardów i Wysocko Małe ze zniesionej gromady Wysocko Wielkie w tymże powiecie.
31 grudnia 1971 do gromady Przygodzice włączono obszar zniesionej gromady Strzyżew w tymże powiecie.
Gromada przetrwała do końca 1972 roku, czyli do kolejnej reformy gminnej.  1 stycznia 1973 w powiecie ostrowskim reaktywowano gminę Przygodzice.